# Pitcairnia laxissima
Pitcairnia laxissima är en gräsväxtart som beskrevs av John Gilbert Baker. Pitcairnia laxissima ingår i släktet Pitcairnia och familjen Bromeliaceae. Inga underarter finns listade i Catalogue of Life.